# 覇王の剣
『覇王の剣』（はおうのけん）は塀内夏子による日本の漫画作品。『週刊少年マガジン』（講談社）2004年40号 - 2005年21号まで連載。コミックスは全4巻。

## 概要
中国の後漢末期の三国志漫画。巻末には毎回初心者向け三国志講座を設け、違いとして戦記ではなく「人間視点の三国志」として劉備は青年だが関羽と張飛はまだ小さな少年で避難する際、家族とちりぢりになった戦災孤児で子供でも扱えそうな短めで小さな青龍刀と蛇矛を持って戦う、朴訥で心優しいが自分や村を守るため戦っていくうちに本人が望まない武の才能が開花してしまった呂布等、主要人物は一部を除いて戦争に否定的な人物にしたが人気が出ず結局黄巾の乱から虎牢関の戦い後、董卓が洛陽に火を放った時点で連載打ち切りになった。
塀内は自身のブログで打ち切りの原因を「マガジン読者との嗜好乖離」としており、この作品を最後に少年誌を卒業し青年誌に活動の場を移した。

## 単行本
- 塀内夏子 『覇王の剣』 講談社〈少年マガジンコミックス〉、全4巻
  1. 2005年1月17日発売 ISBN 4-06-363479-5
  2. 2005年2月17日発売 ISBN 4-06-363490-6
  3. 2005年4月15日発売 ISBN 4-06-363516-3
  4. 2005年5月17日発売 ISBN 4-06-363533-3